# Hirose Saihei
›‹

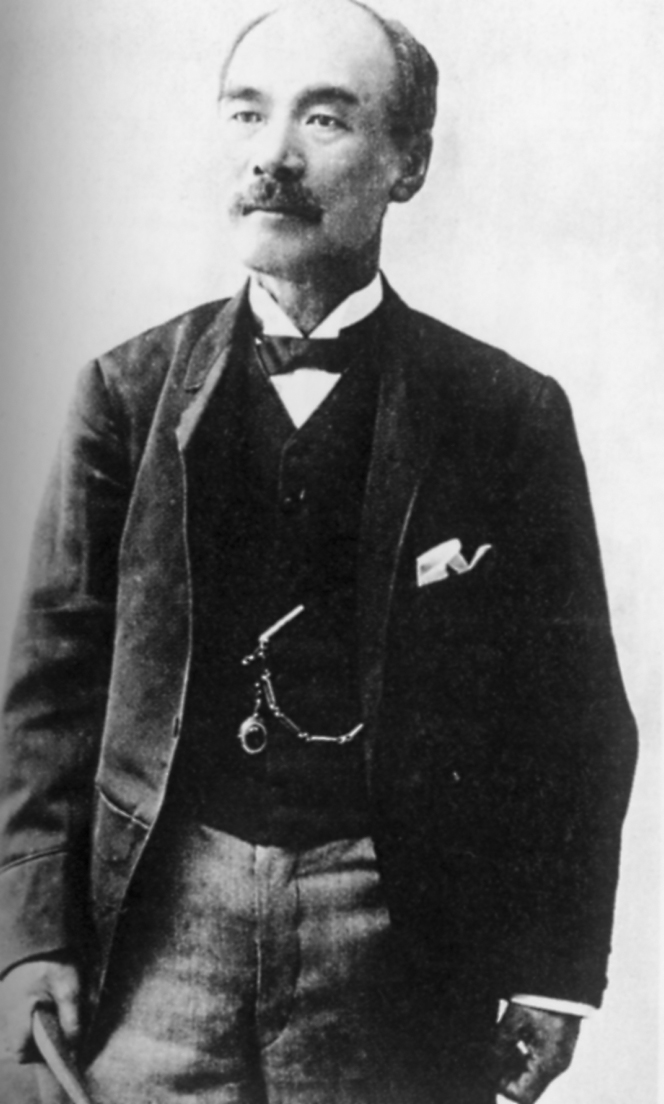
Hirose Saihei

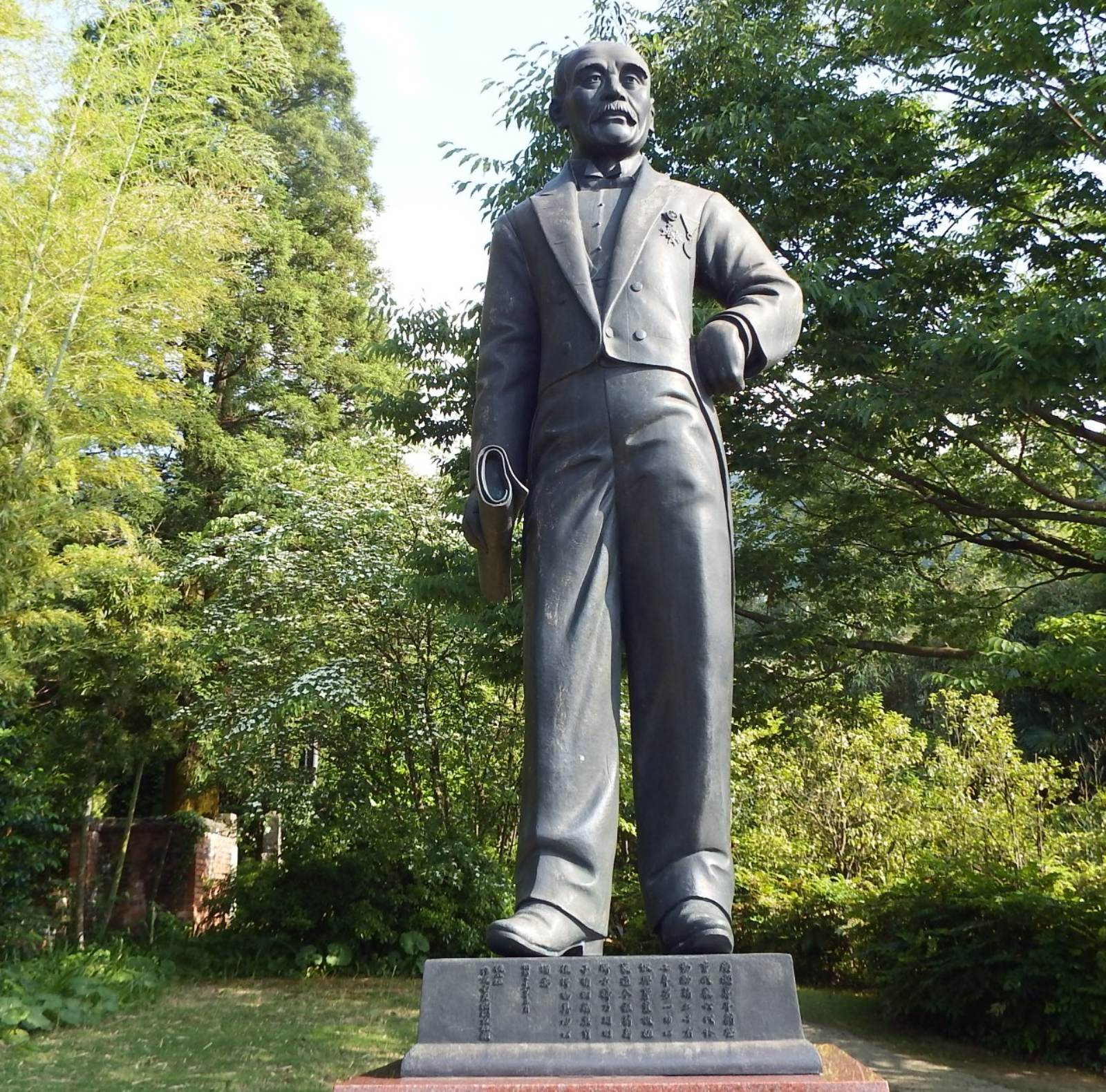
Hirose-Denkmal

Hirose Saihei (japanisch 廣瀬 幸平; geboren 16. Juni 1828 in Hachio (Provinz Ōmi); gestorben 31. Januar 1914 in der Präfektur Hyōgo) war ein japanischer Unternehmer, der vom Ende der Edo-Zeit und während der Meiji-Zeit den Grundstein für das Sumitomo-Firmenkonglomerat legte.

## Leben und Wirken

### Frühe Jahre
Hirose Saihei wurde 1838 als zweiter Sohn des Arztes Kitawaki Risaburō (北脇 理三郎) und seiner Frau Mineko (美根子) geboren. Im Alter von 11 Jahren begann er in der von Sumitomo verwalteten Kupfermine Besshi (別子銅山, Besshi dōsan) und arbeitete die nächsten 56 Jahre für Sumitomo. 1855, im Alter von 28 Jahren, wurde Sahei von der Familie Hirose (広瀬家), einer Sumitomo-Zweigfamilie, adoptiert. 1865, im jungen Alter von 38 Jahren, wurde er Manager der Kupfermine Besshi.
Während der Turbulenzen der Meiji-Restauration ließ Hirose sich von der neue Regierung die Betriebsrechte an der Besshi Kupfermine anerkennen, die vom Militär beschlagnahmt worden war. Er lehnte entschieden die Theorie ab, dass Besshi aufgrund finanzieller Schwierigkeiten geschlossen werden müsse, und lud französische Ingenieure, Coignet und Larroque, zur Modernisierung ein. So wurde die Besshi-Kupfermine im Besitz von Sumitomo revitalisiert. Während dieser Zeit war er von 1868 bis 1872 als Minenbeamter (鉱山司, Kōsan-shi) tätig und arbeitete mit der frühen staatlichen Minenaufsicht (鉱山行政, Kōsan Gyōsei) zusammen.

### Spätere Jahre
Im Jahr 1877 wurde Hirose Vertreter des Familienoberhauptes (später Generaldirektor) der Familie Sumitomo und erließ 1886 das Sumitomo-Familiengesetz, das die Grundlage für deren Entwicklung festigte. Außerhalb des Sumitomo-Unternehmens gründete er mit Godai Tomoatsu (1836–1886) und anderen eine Reihe von weiteren Einrichtungen und Unternehmen, darunter die Handelskammer von Osaka (大阪商法会議所, Ōsaka Shōhō Kaigisho) im Jahr 1878, die Osaka Stock Exchange (大阪株式取引所, Ōsaka Kabushiki Torihikijo), das Unternehmen für Schwefelsäureproduktion (硫酸製造会社, Ryūsan Seizō Gaisha) im Jahr 1879, die Kansai Trading Company (関西貿易社, Kansei Boeki-sha), die Osaka Copper Company (大阪製銅会社, Ōsaka Seidō Kaisha) im Jahr 1881 und Osaka Merchant Marine (大阪商船, Ōsaka Shōsen) im Jahr 1882. Im Jahr 1891 wurde ihm der Orden des Heiligen Schatzes 4. Klasse verliehen, die höchste Stufe für einen Bürgerlichen, eine Auszeichnung dafür, dass er sich um das Japan der Meiji-Zeit verdient gemacht hatte. Er war wirklich die Säule der Geschäftswelt Osakas, so dass man sagen könnte: „Shibusawa herrscht im Ostens Japans, Hirose im Westen.“
In seiner Rede zur Besshi-Mine im Jahr 1891 erklärte er, er wolle, dass Sumitomos Geschäft zur Entwicklung der Nation beitrage. Doch seine anschließende unabhängige Geschäftstätigkeit führte zu verschiedenen Konflikten, und so musste er 1897 im Alter von 67 Jahren in den Ruhestand gehen. Im folgenden Jahr veröffentlichte er seine Autobiografie „Hansei Monogatari“ (半世物語) – „Halbjahrhundert-Erzählung“ und zog sich nach Suma (須磨) in Kōbe zurück. Er vergaß jedoch nie seine Loyalität gegenüber der Nation und der Sumitomo-Familie. Ein Jahr vor seinem Tod verfasste er: „Gyakumeiri-Kun, Yoshino-tada“ (逆命利君,謂之忠) – etwa „Sich gegen das Schicksal zu stellen, um dem Fürsten zu helfen, das nennt man Loyalität“.
Nach Hiroses Tod wurde seine Asche geteilt: er wurde in Osaka, Niihama (新居浜) und am Schrein Ōmi-Hachiman (近江八幡) am Biwa-See bestattet.